# Tomasz Piątek (hokeista)
Tomasz Piątek (ur. 19 września 1975 w Oświęcimiu) – polski hokeista, reprezentant Polski. Trener hokejowy.

## Kariera zawodnicza
- Unia Oświęcim (do 2001)

Wychowanek i wieloletni zawodnik Unii Oświęcim. W 2001 wyjechał do USA i rozpoczął przygotowania z drużyną Utah Grizzlies z ligi AHL, jednak kontuzja zatrzymała jego karierę, którą zakończył w wieku 26 lat.
Z reprezentacją Polski uczestniczył w turniejach mistrzostwach świata w 1998, 1999, 2000 (Grupa B), 2001 (Dywizja IA)

## Kariera trenerska
Po zakończeniu kariery pozostał na 10 lat w USA, gdzie był trenerem drużyn dziecięcych. Następnie powrócił do Polski. Początkowo był asystentem trenera w Unii, a w marcu 2012 został pierwszym szkoleniowcemtego klubu. Był nim do zakończenia sezonu 2012/2013. Następnie wyjechał do USA i został trenerem drużyny Connecticut Oil Kings 04 AAA. Został także trenerem w SoNo Hockey.

## Sukcesy
Reprezentacyjne
- Awans do MŚ Elity: 2001

Klubowe
- Srebrny medal mistrzostw Polski: 1995, 1996, 1997 z Unią Oświęcim
- Złoty medal mistrzostw Polski: 1998, 1999, 2000, 2001 z Unią Oświęcim
- Puchar Polski: 2000 z Unią Oświęcim